# فابیو کیارودیا
فابیو کیارودیا (انگلیسی: Fabio Chiarodia؛ زادهٔ ۵ ژوئن ۲۰۰۵) بازیکن فوتبال است.
وی در تیم‌های ملی فوتبال زیر ۱۵ سال ایتالیا و زیر ۱۷ سال ایتالیا بازی کرده‌است.